# Werner von Urslingen

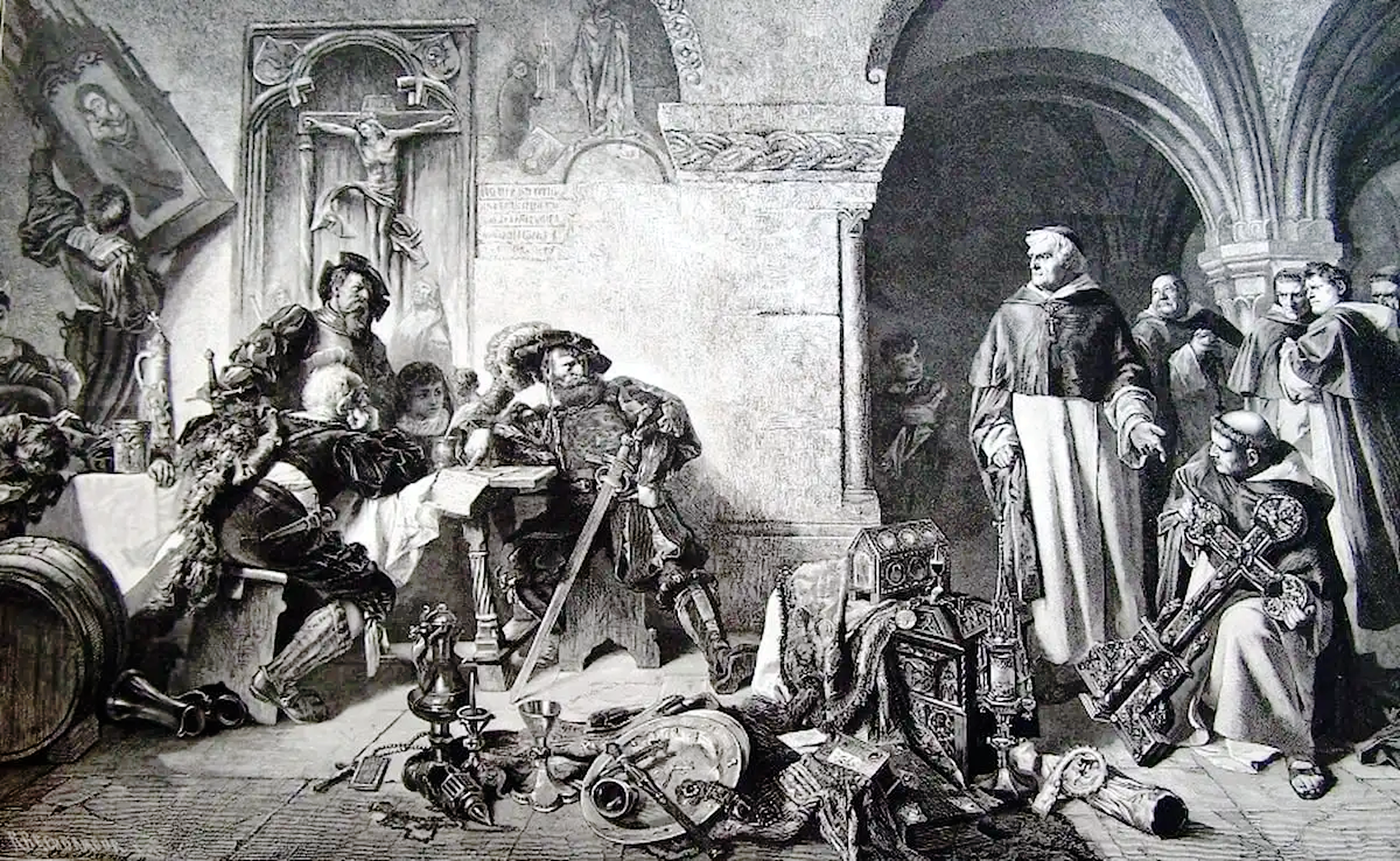
Fantazyjne przedstawienie Wernhera von Urslingena autorstwa Gustava Gauppa (XIX wiek)

Werner von Urslingen, wł. Guarnieri d'Urslingen, Duca Guarnieri (ur. ok. 1308, zm. 5 lutego 1353) – kondotier, młodszy syn Konrada VI Urslingen, księcia Spoleto.
Wraz z Rinaldo Giverem, zwanym Il Malerba i Konradem Wirtinger von Landau służył jako kondotier w Kompanii Św.Jerzego (Compagnia di San Giorgio) najemnym oddziale stworzonym w 1338 przez Lodrisio Viscontiego, który został rozbity w lutym 1339 pod Parabiago w Lombardii. W 1342 Werner von Urslingen tworzy Wielką Kompanię, oddział trzech tysięcy najemników, głównie z krajów niemieckich i Szwajcarii, będący na służbie Florencji. Najemnicy plądrują ziemie należące do Sieny, Perugii i Bolonii. Siena, by pozbyć się Wielkiej Kompanii, wypłaciła Urslingenowi okup w wysokości prawie 3000 florenów. Po zakończeniu walk Urslingen przyjmuje gościnę Obizzo d'Este. W 1347 pojawia się z nowym oddziałem najemników w armii Ludwika Węgierskiego walczącej z królową Neapolu Joanną I. Na pancerzu Werner Urslingen miał wyryty napis Bez Boga, bez litości, bez miłosierdzia. Zmarł w Szwabii.